# Tabaré Viudez
Tabaré Viudez (* 8. září 1989 Montevideo) je uruguayský fotbalový útočník. Momentálně hraje za mateřský klub Defensor Sporting. V mládí přestoupil do italského klubu AC Milán kde vydržel jednu sezonu. S argentinským klubem CA River Plate vyhrál jednou Pohár osvoboditelů a dvakrát Jihoamerický pohár.

## Úspěchy

### Klubové
- 4× vítěz uruguayské ligy (2007/08, 2010/11, 2011/12, 2010/16)
- 1× vítěz argentinský pohár (2015/16)
- 1× vítěz uruguayského superpoháru (2019)
- 1× vítěz Poháru osvoboditelů (2015)
- 2× vítěz jihoamerického superpoháru (2015, 2016)

### Reprezentační
- 1× na OH (2012)
- 1× na MJA U20 (2009 - bronz)
- 2× na MS U20 (2007, 2009)